# Scopula cleoraria
Scopula cleoraria là một loài bướm đêm trong họ Geometridae.